# バイオ技術者認定試験
バイオ技術者認定試験（バイオぎじゅつしゃにんていしけん）は、日本バイオ技術教育学会（Japan Association of Biotechnology Education； JABE）が実施している認定試験。日本では数少ない、バイオテクノロジーに関する（民間）資格である。

## 試験区分
初級、中級、上級の3種類。

### 初級
農業高校などの学生向け。

### 中級
「遺伝子組換え技術、細胞融合技術、増殖能利用技術並びに生物及び生物由来材料利用技術、そしてこれらを行うための安全管理に関する知識をもち、適切な指導者の元で実際にバイオテクノロジーに適応しうる資質」を認定する。

### 上級
「生命工学技術の中で生物利用技術を中心に遺伝情報利用技術、増殖能利用技術および安全管理技術、並びにそれらに関する知識を持ち、指導的立場でそれを実際にバイオテクノロジーに応用し得る資質を高めた高度な技術者」を認定する。

## 受験資格

### 中級
次の1～4のいずれかに該当する者
1. 大学、短期大学および専門学校のバイオ技術に関する課程を卒業した者、または2学年修了者および2学年修了見込みの者。
2. 高等専門学校のバイオ技術に関する課程を卒業した者および卒業見込みの者。
3. 高等学校卒業後、バイオテクノロジー関連業務における実務経験を3年以上有する者。
4. その他、前項と同等以上であることを日本バイオ技術教育学会が認めた者。

### 上級
次の1～3のいずれかに該当する者
1. 中級バイオ技術者認定試験に合格し認定証を取得した者。
2. 大学のバイオ技術に関する課程の3年次修了見込みの者、卒業者または卒業見込みの者。
3. 3年制専門学校の卒業者または卒業見込みの者。

## 試験日程
例年、中級・上級共に2月の第一日曜日に実施されている。初級は例年、7月中旬に実施されている。

## 誤用
しばしば、ウェブサイトや書籍等で「バイオ技術士」と表記されることがあるが、これは誤りである。　技術士とは技術士法に基づく国家資格の事を指す。技術士は名称独占資格であるため、技術士でない者が技術士の肩書きを名乗ると法律によって罰せられることがある。